# Brachys
Brachys è un genere di coleotteri della famiglia Buprestidae.